# Actinotia
Actinotia is een geslacht van vlinders uit de familie van de uilen (Noctuidae).
De naam Actinotia is een samenstelling van de Oudgriekse woorden ἀκτή, aktē (verheven plaats, iets belangrijks) en νῶτον, nōton (achterkant). Dit verwijst naar de pluim aan het achterlijf.

## Soorten
- A. australis Holloway, 1989
- A. conjuncta Püngeler, 1899
- A. elbursica Boursin, 1968
- A. gnorima (Püngeler, 1907)
- A. hyperici Schiffermüller, 1775
- A. intermediata Bremer, 1861
- A. polyodon

Gevlamde uil (Clerck, 1759)
- A. radiosa (Esper, 1804)
- A. stevenswani Hreblay, Peregovits & Ronkay, 1999
- A. trafulensis Köhler, 1979